# Vue.js
Vue.js（/vjuː/，简称Vue）是一个用于创建用户界面的开源MVVM前端JavaScript框架，也是一个创建单页应用的Web应用框架。Vue.js由尤雨溪创建，由他和其他活跃的核心团队成员维护。
2016年一项针对JavaScript框架的调查表明，Vue有着89%的开发者满意度。在GitHub上，该项目平均每天能收获95颗星，为GitHub有史以来星标数第3多的项目。

## 综述
Vue.js是一款JavaScript前端框架，旨在更好地组织与简化Web开发。Vue所关注的核心是MVC模式中的视图层，同时，它也能方便地获取数据更新，并通过组件内部特定的方法实现视图与模型的交互。

## 历史
在为AngularJS工作之后，Vue的作者尤雨溪开发出了这一框架。他声称自己的思路是提取Angular中为自己所喜欢的部分，构建出一款相当轻量的框架。Vue最早发布于2014年2月。作者在Hacker News、Echo JS与Reddit的/r/javascript版块发布了最早的版本。一天之内，Vue就登上这三个网站的首页。Vue是Github上最受欢迎的开源项目之一。同时，在JavaScript框架/函式库中，Vue所获得的星标数已超過React，並高于Backbone.js、Angular 2、jQuery等项目。
版本名称通常来自漫画和动畫，其中大部分属于科幻小说类型。

### 版本
| 版本 | 发布日期       | 版本名称                   |
| ---- | -------------- | -------------------------- |
| 3.4  | 2023年12月28日 | Slam Dunk                  |
| 3.3  | 2023年5月11日  | Rurouni Kenshin            |
| 3.2  | 2021年8月5日   | Quintessential Quintuplets |
| 3.1  | 2021年6月7日   | Pluto                      |
| 3.0  | 2020年9月18日  | One Piece                  |
| 2.7  | 2022年7月1日   | Naruto                     |
| 2.6  | 2019年2月4日   | Macross                    |
| 2.5  | 2017年10月13日 | Level E                    |
| 2.4  | 2017年7月13日  | Kill la Kill               |
| 2.3  | 2017年4月27日  | JoJo's Bizarre Adventure   |
| 2.2  | 2017年2月26日  | Initial D                  |
| 2.1  | 2016年11月22日 | Hunter X Hunter            |
| 2.0  | 2016年9月30日  | Ghost in the Shell         |
| 1.0  | 2015年10月27日 | Evangelion                 |
| 0.12 | 2015年6月12日  | Dragon Ball                |
| 0.11 | 2014年11月7日  | Cowboy Bebop               |
| 0.10 | 2014年3月23日  | Blade Runner               |
| 0.9  | 2014年2月25日  | Animatrix                  |
| 0.8  | 2014年1月27日  | 不適用                     |
| 0.7  | 2013年12月24日 | 不適用                     |
| 0.6  | 2013年12月8日  | VueJS                      |

## 特性

### 组件
组件是Vue最为强大的特性之一。为了更好地管理一个大型的应用程序，往往需要将应用切割为小而独立、具有复用性的组件。在Vue中，组件是基础HTML元素的拓展，可方便地自定义其数据与行为。下方的代码是Vue组件的一个示例，渲染为一个能计算鼠标点击次数的按钮。
```
// 定义一个名为 button-counter 的新组件

Vue
.
component
(
'button-counter'
,
 
{

  
data
:
 
function
 
()
 
{

    
return
 
{

      
count
:
 
0

    
}

  
},

  
template
:
 
'<button v-on:click="count++">我被点击了 <nowiki>{{ count }}</nowiki> 次！</button>'

})

```

### 模板
Vue使用基于HTML的模板语法，允许开发者将DOM元素与底层Vue实例中的数据相绑定。所有Vue的模板都是合法的HTML，所以能被遵循规范的浏览器和HTML解析器解析。在底层的实现上，Vue将模板编译成虚拟DOM渲染函数。结合响应式系统，在应用状态改变时，Vue能够智能地计算出重新渲染组件的最小代价并应用到DOM操作上。
此外，Vue允许开发者直接使用JSX语言作为组件的渲染函数，以代替模板语法。以下为可计算点击次数的按钮的JSX渲染版本（需配置相应Babel编译器）：
```
Vue
.
component
(
'buttonclicked'
,
 
{

  
props
:
 
[
 
'initial_count'
 
],

  
data
()
 
{

    
return
 
{
 
count
:
 
0
 
};

  
},

  
render
(
h
)
 
{

    
return
 
(
<
button
 
vOn
:
click
=
{
this
.
onclick
}
>
Clicked
 
{
this
.
count
}
 
times
<
/button>)

  
},

  
methods
:
 
{

    
onclick
()
 
{

      
this
.
count
 
=
 
this
.
count
 
+
 
1
;

    
}

  
},

  
mounted
:
 
function
()
 
{

    
this
.
count
 
=
 
this
.
initial_count
;

  
}

});

```

### 响应式设计
响应式是指MVC模型中的视图随着模型变化而变化。在Vue中，开发者只需将视图与对应的模型进行绑定，Vue便能自动观测模型的变动，并重绘视图。这一特性使得Vue的状态管理变得相当简单直观。

### 过渡效果
Vue在插入、更新或者移除DOM时，提供多种不同方式的应用过渡效果。包括以下工具：
- 在CSS过渡和动画中自动应用class；
- 可以配合使用第三方CSS动画库，如Animate.css；
- 在过渡钩子函数中使用JavaScript直接操作DOM；
- 可以配合使用第三方JavaScript动画库，如Velocity.js。[36]

### 单文件组件（SFC）
为了更好地适应复杂的项目，Vue支持以.vue为扩展名的文件来定义一个完整组件，用以替代使用Vue.component注册组件的方式。开发者可以使用Vite或Webpack等构建工具来打包单文件组件。

## 生态系统
核心库附带由核心团队和贡献者开发的工具和库。

### 官方工具
- Devtools：用于调试Vue.js应用程序的浏览器开发人员工具扩展
- Vue CLI和Vite：用于快速开发Vue.js的标准工具
- Vue Loader：一个webpack的加载器（loader），允许以SFC格式编写Vue组件

### 官方库
- Vue Router：Vue.js的官方路由，允许开发者编写在多个视图中切换的单网页应用程序
- Pinia和Vuex：Vue.js的状态管理库
- Vue Server Render：Vue.js的服务器端渲染（Server Side Rendering）